# Mare de Déu de Montserrat de Ben Viure
La Mare de Déu de Montserrat de Ben Viure és una església de Veciana (Anoia) inclosa a l'Inventari del Patrimoni Arquitectònic de Catalunya.

## Descripció
Petit edifici de planta rectangular amb absis semicircular i un petit pòrtic d'entrada als peus de l'església. Té un petit campanar d'espadanya, que conserva una campana del 1732. Prop de l'església hi ha una espadanya amb l'any 1797 gravat a la pedra, que demostra l'existència d'una capella anterior.